# Étiléfrine
L'Étilefrine est un stimulant cardiaque utilisé comme antihypotenseur. Il s'agit d'une amine Sympathicomimétique de la série des 3-hydroxy-phényléthanolamines utilisée dans le traitement de l'hypotension orthostatique d'origine neurologique, cardiovasculaire, endocrinienne ou métabolique.
Il est utilisé aussi par voie intra-veineuse dans le traitement du priapisme.